# Џереми Лин
Џереми Шухао Лин (енгл. Jeremy Shu-How Lin, традиционални кинески: 林書豪; пинјин: Lín Shūháo; Торанс, Калифорнија, 23. август 1988) је амерички кошаркаш. Игра на позицији плејмејкера, а тренутно наступа за Тајпеј кингсе. Пореклом је са Тајвана, одакле су се његови родитељи доселили 70-их година.

## Каријера
Иако је на колеџу наступао за тим Хардварда, забележио је импресивну статистику. У НБА је закорачио кроз свој омиљени тим Голден Стејт Вориорсе. Ипак главну афирмацију ће постићи за свега недељу дана у Њујорку. После повреде плејмејкера из прве поставе као и повреда главних звезда Никса Ентонија и Стодемајера, њему су се отворила врата кошаркашких звезда. За само првих пет утакмица у којима је био стартер постигао је у просеку 26,8 поена и где су Никси остварили свих 5 победа.

## Успеси

### Клупски
- Торонто репторси:
  - НБА (1): 2018/19.